# Golfe des Baleiniers
Le golfe des Baleiniers est un golfe de l'océan Indien formé par la côte nord-ouest de la Grande Terre des îles Kerguelen, dans les Terres australes et antarctiques françaises. Délimité par les façades sud et est de la presqu'île Joffre ainsi que par les rivages au nord-est de la péninsule Courbet, il abrite de nombreuses îles, dont la principale est l'île du Port.
Le golfe et ses alentours sont peuplés par une grande variété d'espèce propre comme le Prion de Salvin ou le dauphin de Commerson.
L'origine sur le nom du golfe est incertaine, il pourrait provenir de l'espèce de cétacé susnommé, mais aussi de George et François Baleiniers, deux ornithologues présents lors de l'expédition Raymond Rallier du Baty en 1881.

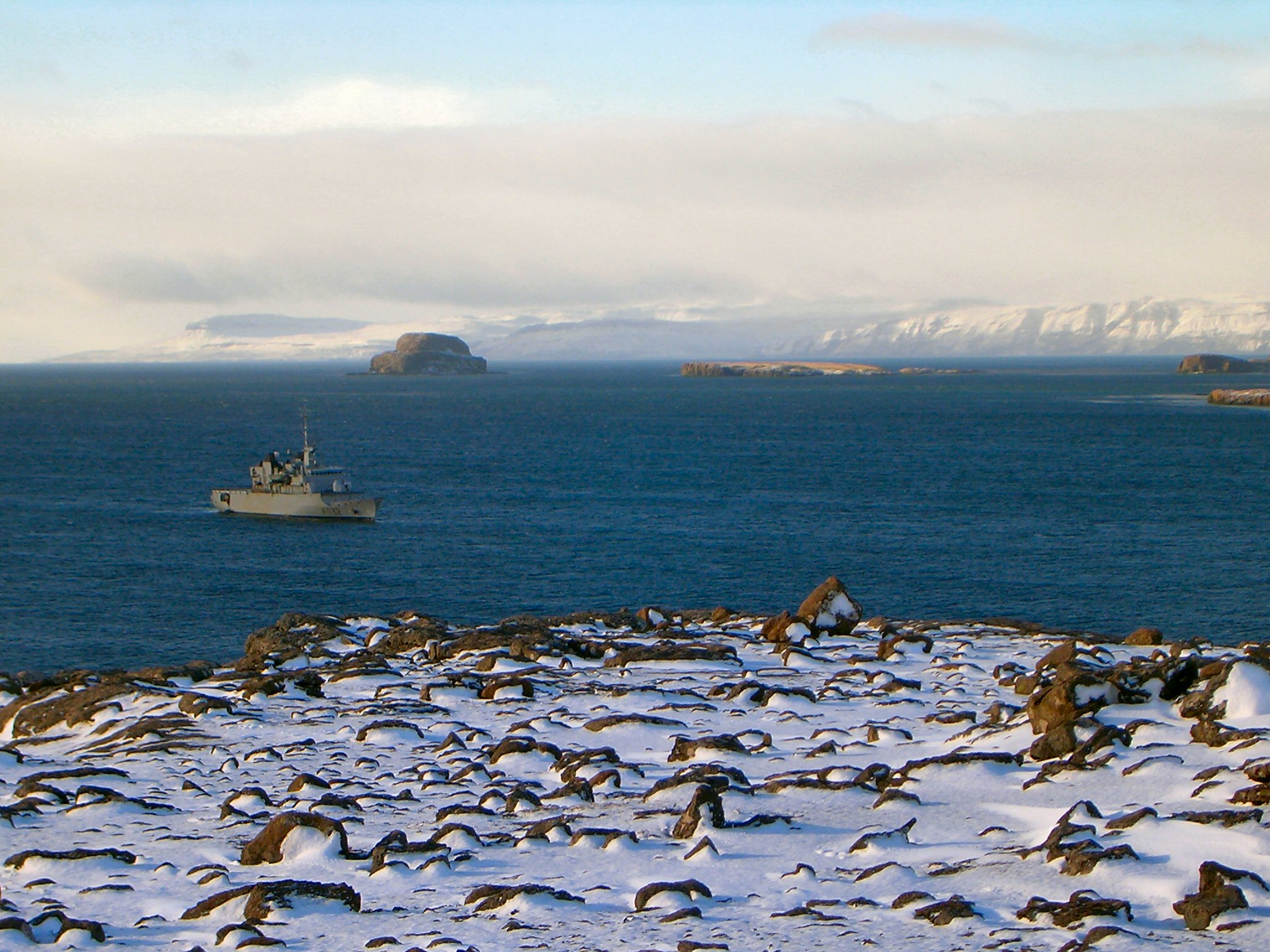
La frégate Nivôse dans le golfe des Baleiniers en 2005